# Sonnentor

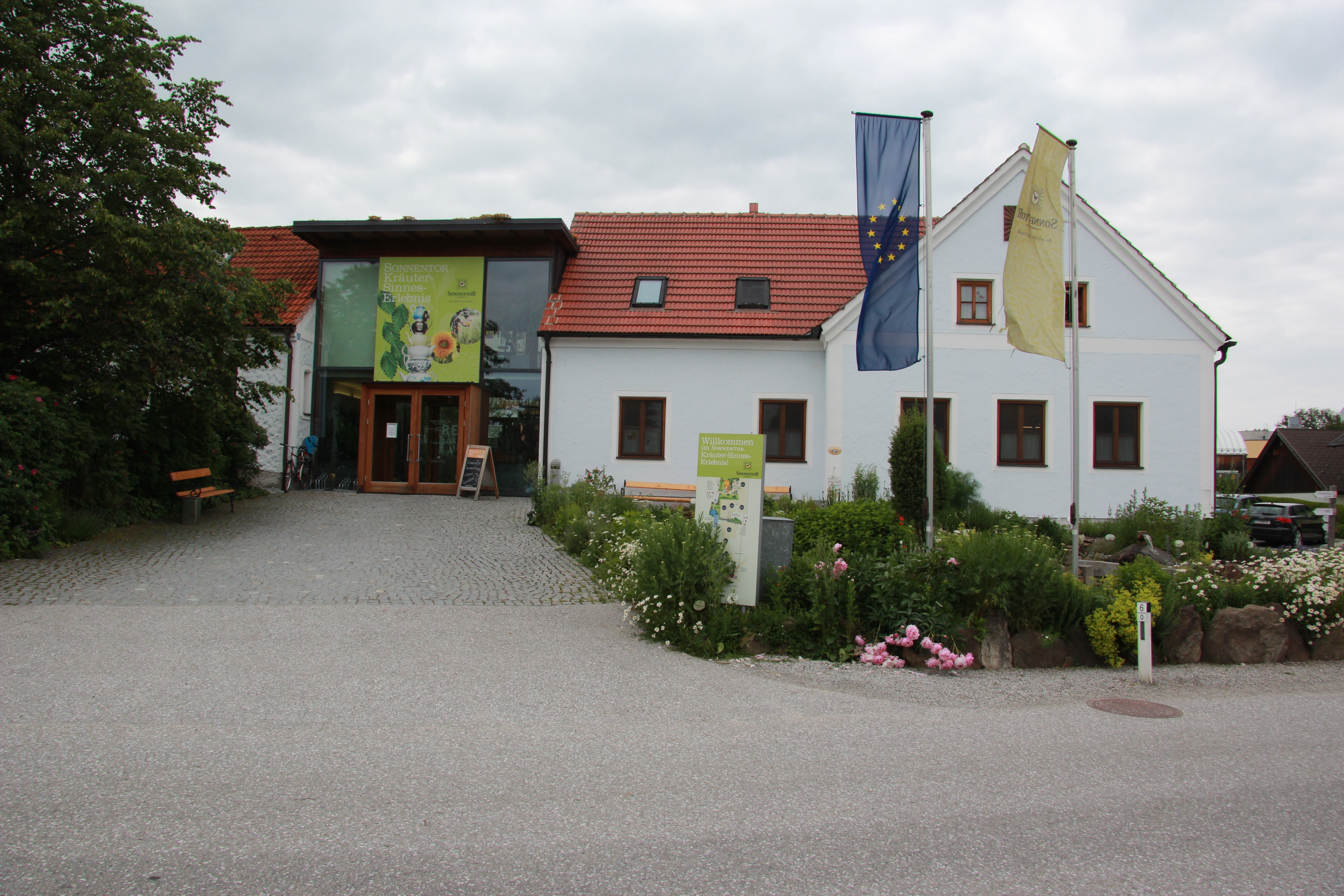
Zentrale in Sprögnitz

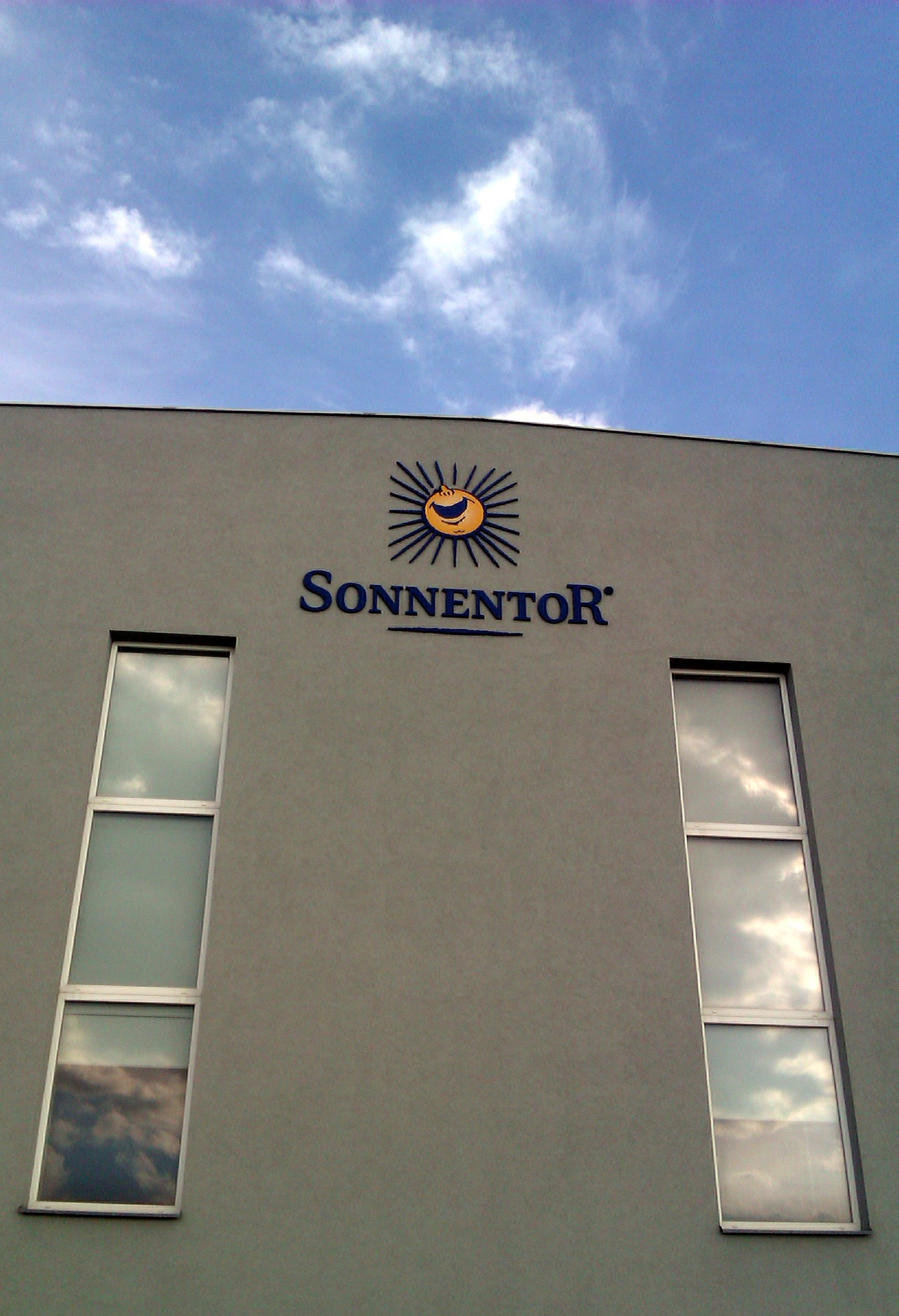
Sonnentor Tschechien

Die Firma Sonnentor ist ein österreichisches Unternehmen mit Sitz in Sprögnitz (Bezirk Zwettl), das auf die Herstellung und Vermarktung von Kräutern, Tees und Gewürzen aus biologischem Anbau spezialisiert ist.

## Geschichte
1988 von Johannes Gutmann gegründet, war Sonnentor Anfang der 1990er Jahre eines der ersten Unternehmen, das die Vermarktung biologischer Produkte über Werte wie „Lebensfreude“ und „Genuss“ kommunizierte. Der Durchbruch kam mit einer Neugestaltung des Verpackungsdesigns durch Peter Schmid. Dieser blieb in der Folgezeit eine wichtige Figur in der Entwicklung des Unternehmens.
Mit einem Marktanteil von rund 50 % war Sonnentor im Jahr 2010 österreichischer Marktführer im Bereich des Biofachhandels mit Kräutern, Tee und Gewürzen und stand im selben Jahr in Deutschland in dieser Produktgruppe an dritter Stelle.
Sonnentor erwirtschaftete im Geschäftsjahr 2022/2023 mit rund 544 Mitarbeitern einen Umsatz von 57 Millionen Euro. An die 66 % der Produkte gehen in den Export. Neben dem Hauptsitz im niederösterreichischen Ort Sprögnitz unterhält die Firma auch ein Netz von Franchise-Partnern sowie Tochterunternehmen in Tschechien (seit 1992) und Rumänien (seit 2006). Beliefert wird das Unternehmen im Jahr 2015 von etwa 210 Bio-Kräuterbauern aus der Region, die ungefähr 550 Hektar bewirtschaften.
Weitere Anbaugebiete und Kooperationen mit Biobauern gab es mit Stand von 2018 in Albanien, Bulgarien, China (Tee), Griechenland, Kosovo, Nicaragua (Kaffee), Portugal, Rumänien, Serbien, Spanien und Tansania (Pfeffer, Nelken, Zitronengras, Kardamom).
Ab 2007 wurde der EAN-Code auf Sonnentor-Produkten „entstört“, indem ein waagerechter Strich, der die senkrechten Striche durchkreuzte, aufgedruckt wurde. Im Jahr 2013 wurde diese Praxis eingestellt, nachdem die Presse darüber berichtet hatte.
Seit 2013 veröffentlicht Sonnentor halbjährlich das kostenlose Magazin Freude, in dem ungewöhnliche Menschen und Projekte vorgestellt werden, die nicht im Rampenlicht stehen.

## Gemeinwohlbericht
Sonnentor erstellt alle zwei Jahre eine Gemeinwohl-Bilanz, um die nachhaltige Ausrichtung des Unternehmens messbar und transparent darzustellen. Die Bilanz basiert auf den Prinzipien der Gemeinwohl-Ökonomie, einem ethischen Wirtschaftsmodell, das Aspekte wie Menschenwürde, Solidarität, ökologische Nachhaltigkeit, soziale Gerechtigkeit sowie demokratische Mitbestimmung und Transparenz bewertet. Ziel des Berichts ist es, den unternehmerischen Erfolg nicht anhand von Finanzkennzahlen, sondern anhand gesellschaftlicher und ökologischer Kriterien darzustellen. Die Prüfung der Bilanz erfolgt durch externe Gemeinwohlauditoren und sie wird regelmäßig aktualisiert, um Fortschritte zu dokumentieren.

## Auszeichnungen

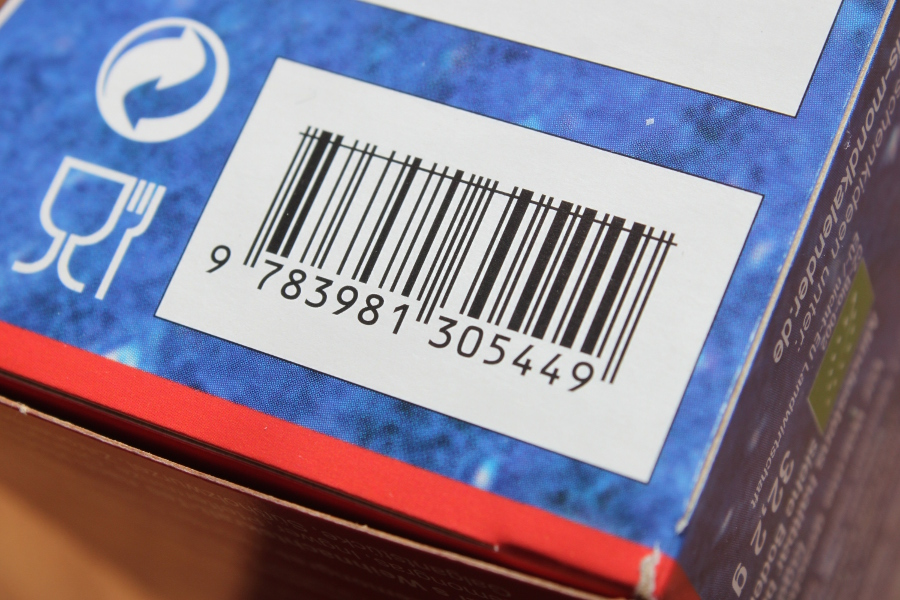
„Entstörung“ ähnlich der von Sonnentor

- 2008: Trigos-Preis in der Kategorie Ökologie/Mittlere Unternehmen für das Projekt „Kreislaufdenken als Grundprinzip“[12]
- 2011: Österreichischer Klimaschutzpreis in der Kategorie Landwirtschaft & Gewerbe.[13]
- 2015: Trigos-Preis in der Kategorie Mittlere Unternehmen für „Ganzheitliches CSR-Engagement“